# Firecatcher F-45
Pour les articles homonymes, voir F45.
Le Firecatcher Aircraft F-45 est un avion monomoteur turbopropulseur conçu pour la lutte anti-incendie aérienne, le transport aérien de fret et les compagnies aériennes régionales.
Il est financé par la start-up britannique Arcus Fire, conçu par la société néo-zélandaise Flight Structures et construit par le fabricant néo-zélandais Pacific Aerospace.
Le premier vol est prévu pour 2023 et la première livraison pour 2024.

## Développement
Le F-45, dont le coût est de 4,2 millions de dollars, vise à remplacer des modèles précédents comme le Bombardier CL-215 ou le Grumman S-2AT, un marché estimé à 1 000 unités sur 10 à 15 ans.
En août 2020, Flight Structures avait construit le fuselage du prototype, en attente des ailes fournies par Pacific Aerospace, les essais en vol étant prévus pour 2023 à Hamilton, en Nouvelle-Zélande.
La certification initiale est prévue sous la catégorie restreinte de la New Zealand Civil Aviation Authority (en) pour un processus plus simple et plus rapide.
Les premières livraisons étaient prévues à partir de 2024, avant les variantes cargo et passagers.

## Conception
Ressemblant à un Cessna Caravan surdimensionné, le F-45 à décollage et atterrissage courts est propulsé par un moteur unique Pratt & Whitney Canada PT6-67F.
Le bombardier d'eau est conçu pour transporter 4 500 l d'eau ou de rétardant de feu.
La version cargo disposera d'une grande porte de chargement avec une cabine à plancher plat pouvant accueillir trois conteneurs LD3 et une charge utile maximale de 2 500 kg, visant un coût d'exploitation de 27 cents par 100 livres de fret par mille marin.
Le modèle passagers disposera d'une cabine entièrement debout pouvant accueillir 19 personnes, et coûtera 4,5 millions de dollars comme la version cargo.
Il devrait pouvoir croiser à des vitesses allant jusqu'à 190 kt (350 km/h) et avoir une autonomie de 1 000 NM (1 852 km) pour des vols régionaux de 45 à 90 min.

## Caractéristiques[2]
Caractéristiques générales
- Capacité :
  - avion-citerne : 4 500 L (1 190 gal US) d'eau ou de produit ignifuge
  - cargo : trois conteneurs LD3, charge utile maximale de 2 500 kg (5 500 lb)
  - navetteur : 19 passagers
- Groupe motopropulseur : 1 turbopropulseur Pratt & Whitney PT6-67F

Performance
- Vitesse de croisière : 350 km/h (220 mph, 190 nœuds)
- Portée : 1 852 km (1 151 mi, 1 000 nmi)